# Interlands Libanees voetbalelftal 2020-2029
Deze pagina toont een chronologisch en gedetailleerd overzicht van de interlands die het Libanees voetbalelftal speelt en heeft gespeeld in de periode 2020 – 2029.

## Interlands

### 2020
|                                                                    |                                                             |       |                   |                                                                                        |
| 12 november Vriendschappelijk «onderlinge duels» 18:00 uur (UTC+4) | Bahrein                                                     | 3 – 1 | Libanon           | Police Officers' Clubstadion, Dubai Toeschouwers: 0 Scheidsrechter: Ahmed Al Ali (KUW) |
| 12 november Vriendschappelijk «onderlinge duels» 18:00 uur (UTC+4) | Sayed Hashim Isa 53' Kamil Al Aswad 58' Mohamed Marhoon 82' |       | 44' Mohamad Kdouh | Police Officers' Clubstadion, Dubai Toeschouwers: 0 Scheidsrechter: Ahmed Al Ali (KUW) |

### 2021
|                                                                 |                     |       |         |                                                                                           |
| 24 maart Vriendschappelijk «onderlinge duels» 18:00 uur (UTC+4) | Jordanië            | 1 – 0 | Libanon | Theyab Awanastadion, Dubai Toeschouwers: 0 Scheidsrechter: Mohammed Abdulla Mohamed (VAE) |
| 24 maart Vriendschappelijk «onderlinge duels» 18:00 uur (UTC+4) | Musa Al-Tamaari 50' |       |         | Theyab Awanastadion, Dubai Toeschouwers: 0 Scheidsrechter: Mohammed Abdulla Mohamed (VAE) |

|                                                                 |                       |       |                   |                                                                                               |
| 29 maart Vriendschappelijk «onderlinge duels» 18:45 uur (UTC+4) | Koeweit               | 1 – 1 | Libanon           | Police Officers' Clubstadion, Dubai Toeschouwers: 0 Scheidsrechter: Ammar Ali Al Jneibi (VAE) |
| 29 maart Vriendschappelijk «onderlinge duels» 18:45 uur (UTC+4) | Shabaib Al-Khaldi 15' |       | 60' Mohamad Kdouh | Police Officers' Clubstadion, Dubai Toeschouwers: 0 Scheidsrechter: Ammar Ali Al Jneibi (VAE) |

|                                                                               |                                                   |       |                                                        |                                                                                        |
| 5 juni WK 2022 kwalificatie Tweede ronde «onderlinge duels» 15:00 uur (UTC+9) | Libanon                                           | 3 – 2 | Sri Lanka                                              | Goyangstadion, Goyang (Zuid-Korea) Toeschouwers: 0 Scheidsrechter: Ahmad Ibrahim (JOR) |
| 5 juni WK 2022 kwalificatie Tweede ronde «onderlinge duels» 15:00 uur (UTC+9) | Joan Oumari 11' Mohamad Kdouh 17' Joan Oumari 44' |       | 10' Ahmed Waseem Razeek 61' (pen.) Ahmed Waseem Razeek | Goyangstadion, Goyang (Zuid-Korea) Toeschouwers: 0 Scheidsrechter: Ahmad Ibrahim (JOR) |

|                                                                               |                                                                            |       |                                |                                                                                       |
| 9 juni WK 2022 kwalificatie Tweede ronde «onderlinge duels» 15:00 uur (UTC+9) | Turkmenistan                                                               | 3 – 2 | Libanon                        | Goyangstadion, Goyang (Zuid-Korea) Toeschouwers: 0 Scheidsrechter: Hanna Hattab (SYR) |
| 9 juni WK 2022 kwalificatie Tweede ronde «onderlinge duels» 15:00 uur (UTC+9) | Zafar Babajanow 59' Güýçmyrat Annagulyýew 85' Altymyrat Annadurdyýew 90+2' |       | 73' Rabih Ataya 75' Soony Saad | Goyangstadion, Goyang (Zuid-Korea) Toeschouwers: 0 Scheidsrechter: Hanna Hattab (SYR) |

|                                                                                |                                                 |       |                |                                                                                 |
| 13 juni WK 2022 kwalificatie Tweede ronde «onderlinge duels» 15:00 uur (UTC+9) | Zuid-Korea                                      | 2 – 1 | Libanon        | Goyangstadion, Goyang Toeschouwers: 4.061 Scheidsrechter: Khamis Al-Marri (QAT) |
| 13 juni WK 2022 kwalificatie Tweede ronde «onderlinge duels» 15:00 uur (UTC+9) | Maher Sabra 50' (e.d.) Son Heung-min 65' (pen.) |       | 12' Soony Saad | Goyangstadion, Goyang Toeschouwers: 4.061 Scheidsrechter: Khamis Al-Marri (QAT) |

|                                                                    |                    |       |          | |
| 23 juni Arab Cup kwalificatie «onderlinge duels» 20:00 uur (UTC+3) | Libanon            | 1 – 0 | Djibouti | Khalifa Internationaal Stadion, Doha (Qatar) Toeschouwers: 739 Scheidsrechter: Benoît Bastien (FRA) |
| 23 juni Arab Cup kwalificatie «onderlinge duels» 20:00 uur (UTC+3) | Hilal El-Helwe 46' |       |          | Khalifa Internationaal Stadion, Doha (Qatar) Toeschouwers: 739 Scheidsrechter: Benoît Bastien (FRA) |

|                                                                                   |                              |       |         |                                                                        |
| 2 september WK 2022 kwalificatie Derde ronde «onderlinge duels» 20:45 uur (UTC+4) | Verenigde Arabische Emiraten | 0 – 0 | Libanon | Zabeelstadion, Dubai Toeschouwers: 1.513 Scheidsrechter: Ma Ning (CHN) |
| 2 september WK 2022 kwalificatie Derde ronde «onderlinge duels» 20:45 uur (UTC+4) |                              |       |         | Zabeelstadion, Dubai Toeschouwers: 1.513 Scheidsrechter: Ma Ning (CHN) |

|                                                                                   |                     |       |         |                                                                                |
| 7 september WK 2022 kwalificatie Derde ronde «onderlinge duels» 20:00 uur (UTC+9) | Zuid-Korea          | 1 – 0 | Libanon | Suwon World Cupstadion, Suwon Toeschouwers: 0 Scheidsrechter: Ryuji Sato (JPN) |
| 7 september WK 2022 kwalificatie Derde ronde «onderlinge duels» 20:00 uur (UTC+9) | Kwon Chang-hoon 59' |       |         | Suwon World Cupstadion, Suwon Toeschouwers: 0 Scheidsrechter: Ryuji Sato (JPN) |

|                                                                                 |      |       |         | |
| 7 oktober WK 2022 kwalificatie Derde ronde «onderlinge duels» 17:30 uur (UTC+3) | Irak | 0 – 0 | Libanon | Khalifa Internationaal Stadion, Doha (Qatar) Toeschouwers: 0 Scheidsrechter: Turki Al-Khudhayr (KSA) |
| 7 oktober WK 2022 kwalificatie Derde ronde «onderlinge duels» 17:30 uur (UTC+3) |      |       |         | Khalifa Internationaal Stadion, Doha (Qatar) Toeschouwers: 0 Scheidsrechter: Turki Al-Khudhayr (KSA) |

|                                                                                  |                                    |       |                                                        | |
| 12 oktober WK 2022 kwalificatie Derde ronde «onderlinge duels» 19:00 uur (UTC+3) | Syrië                              | 2 – 3 | Libanon                                                | Koning Abdoellah II-stadion, Amman (Jordanië) Toeschouwers: 2.377 Scheidsrechter: Chris Beath (AUS) |
| 12 oktober WK 2022 kwalificatie Derde ronde «onderlinge duels» 19:00 uur (UTC+3) | Omar Kharbin 20' Omar Al Somah 64' |       | 45+1' Mohamad Kdouh 45+3' Mohamad Kdouh 53' Soony Saad | Koning Abdoellah II-stadion, Amman (Jordanië) Toeschouwers: 2.377 Scheidsrechter: Chris Beath (AUS) |

|                                                                                   |                |       |                                            |                                                                                              |
| 11 november WK 2022 kwalificatie Derde ronde «onderlinge duels» 14:00 uur (UTC+2) | Libanon        | 1 – 2 | Iran                                       | Gemeentelijk Saidastadion, Sidon Toeschouwers: 0 Scheidsrechter: Abdulrahman Al-Jassim (QAT) |
| 11 november WK 2022 kwalificatie Derde ronde «onderlinge duels» 14:00 uur (UTC+2) | Soony Saad 37' |       | 90+1' Sardar Azmoun 90+5' Ahmad Nourollahi | Gemeentelijk Saidastadion, Sidon Toeschouwers: 0 Scheidsrechter: Abdulrahman Al-Jassim (QAT) |

|                                                                                   |         |                         |                              |                                                                                    |
| 16 november WK 2022 kwalificatie Derde ronde «onderlinge duels» 14:00 uur (UTC+2) | Libanon | 0 – 1                   | Verenigde Arabische Emiraten | Gemeentelijk Saidastadion, Sidon Toeschouwers: 0 Scheidsrechter: Shaun Evans (AUS) |
| 16 november WK 2022 kwalificatie Derde ronde «onderlinge duels» 14:00 uur (UTC+2) |         | 85' (pen.) Ali Mabkhout |                              | Gemeentelijk Saidastadion, Sidon Toeschouwers: 0 Scheidsrechter: Shaun Evans (AUS) |

| FIFA Arab Cup 2021 |
| ------------------ |

|                                                                  |                          |       |         | |
| 1 december Arab Cup Groep D «onderlinge duels» 16:00 uur (UTC+3) | Egypte                   | 1 – 0 | Libanon | Al Thumamastadion, Doha Toeschouwers: 11.757 Scheidsrechter: Daniel Siebert (GER) Video-assistent: Christian Dingert (GER) |
| 1 december Arab Cup Groep D «onderlinge duels» 16:00 uur (UTC+3) | Mohamed Magdy 71' (pen.) |       |         | Al Thumamastadion, Doha Toeschouwers: 11.757 Scheidsrechter: Daniel Siebert (GER) Video-assistent: Christian Dingert (GER) |

|                                                                  |         |                                              |          | |
| 4 december Arab Cup Groep D «onderlinge duels» 16:00 uur (UTC+3) | Libanon | 0 – 2                                        | Algerije | Al Janoubstadion, Al Wakrah Toeschouwers: 9.405 Scheidsrechter: Szymon Marciniak (POL) Video-assistent: Tomasz Kwiatkowski (POL) |
| 4 december Arab Cup Groep D «onderlinge duels» 16:00 uur (UTC+3) |         | 69' (pen.) Yacine Brahimi 90+3'Tayeb Meziani |          | Al Janoubstadion, Al Wakrah Toeschouwers: 9.405 Scheidsrechter: Szymon Marciniak (POL) Video-assistent: Tomasz Kwiatkowski (POL) |

|                                                                  |                            |       |        | |
| 7 december Arab Cup Groep D «onderlinge duels» 22:00 uur (UTC+3) | Libanon                    | 1 – 0 | Soedan | Education Citystadion, Ar Rayyan Toeschouwers: 5.991 Scheidsrechter: Fernando Hernández Gómez (MEX) Video-assistent: Adonai Escobedo (MEX) |
| 7 december Arab Cup Groep D «onderlinge duels» 22:00 uur (UTC+3) | Ali Abu Eshrein 76' (e.d.) |       |        | Education Citystadion, Ar Rayyan Toeschouwers: 5.991 Scheidsrechter: Fernando Hernández Gómez (MEX) Video-assistent: Adonai Escobedo (MEX) |

|  |  |  |  |  |  |  |  |  |

### 2022
|                                                                                  |         |                    |            |                                                                                         |
| 27 januari WK 2022 kwalificatie Derde ronde «onderlinge duels» 14:00 uur (UTC+2) | Libanon | 0 – 1              | Zuid-Korea | Gemeentelijk Saidastadion, Sidon Toeschouwers: 5.400 Scheidsrechter: Ahmed Al-Kaf (OMA) |
| 27 januari WK 2022 kwalificatie Derde ronde «onderlinge duels» 14:00 uur (UTC+2) |         | 45+1' Cho Gue-sung |            | Gemeentelijk Saidastadion, Sidon Toeschouwers: 5.400 Scheidsrechter: Ahmed Al-Kaf (OMA) |

|                                                                                  |                   |       |                   |                                                                                            |
| 1 februari WK 2022 kwalificatie Derde ronde «onderlinge duels» 14:00 uur (UTC+2) | Libanon           | 1 – 1 | Irak              | Gemeentelijk Saidastadion, Sidon Toeschouwers: 6.341 Scheidsrechter: Adham Machadmeh (JOR) |
| 1 februari WK 2022 kwalificatie Derde ronde «onderlinge duels» 14:00 uur (UTC+2) | Maher Sabra 45+2' |       | 39' Aymen Hussein | Gemeentelijk Saidastadion, Sidon Toeschouwers: 6.341 Scheidsrechter: Adham Machadmeh (JOR) |

|                                                                                |         |                                                                      |       |                                                                                                  |
| 24 maart WK 2022 kwalificatie Derde ronde «onderlinge duels» 14:00 uur (UTC+2) | Libanon | 0 – 3                                                                | Syrië | Gemeentelijk Saidastadion, Sidon Toeschouwers: 5.422 Scheidsrechter: Abdulrahman Al-Jassim (QAT) |
| 24 maart WK 2022 kwalificatie Derde ronde «onderlinge duels» 14:00 uur (UTC+2) |         | 14' Alaa Al Dali 38' (pen.) Mardik Mardikian 44' Mohammad Al Marmour |       | Gemeentelijk Saidastadion, Sidon Toeschouwers: 5.422 Scheidsrechter: Abdulrahman Al-Jassim (QAT) |

|                                                                                   |                                           |       |         |                                                                              |
| 29 maart WK 2022 kwalificatie Derde ronde «onderlinge duels» 16:00 uur (UTC+4:30) | Iran                                      | 2 – 0 | Libanon | Imam Rezastadion, Mashhad Toeschouwers: 22.453 Scheidsrechter: Fu Ming (CHN) |
| 29 maart WK 2022 kwalificatie Derde ronde «onderlinge duels» 16:00 uur (UTC+4:30) | Sardar Azmoun 35' Alireza Jahanbakhsh 72' |       |         | Imam Rezastadion, Mashhad Toeschouwers: 22.453 Scheidsrechter: Fu Ming (CHN) |

|                                                                    |                                              |       |         |                                                                              |
| 19 november Vriendschappelijk «onderlinge duels» 19:00 uur (UTC+4) | Koeweit                                      | 2 – 0 | Libanon | Police Officers’ Clubstadion, Dubai Scheidsrechter: Ahmed Eisa Mohamed (VAE) |
| 19 november Vriendschappelijk «onderlinge duels» 19:00 uur (UTC+4) | Faisal Zayed 71' (pen.) Mohammad Bajeyah 83' |       |         | Police Officers’ Clubstadion, Dubai Scheidsrechter: Ahmed Eisa Mohamed (VAE) |

|                                                                    |                         |       |         |                                                                     |
| 30 december Vriendschappelijk «onderlinge duels» 19:30 uur (UTC+4) | V.A.E.                  | 1 – 0 | Libanon | Al-Maktoumstadion, Dubai Scheidsrechter: Qasim Matar Al Hatmi (OMA) |
| 30 december Vriendschappelijk «onderlinge duels» 19:30 uur (UTC+4) | Sebastián Tagliabúe 79' |       |         | Al-Maktoumstadion, Dubai Scheidsrechter: Qasim Matar Al Hatmi (OMA) |

### 2023
|                                                                 |                                       |       |         |                                                                                |
| 27 maart Vriendschappelijk «onderlinge duels» 22:00 uur (UTC+4) | Oman                                  | 2 – 0 | Libanon | Sultan Qaboos Sports Complex, Muscat Scheidsrechter: Abdullah Al Kandari (KUW) |
| 27 maart Vriendschappelijk «onderlinge duels» 22:00 uur (UTC+4) | Issam Al-Sabhi 27' Issam Al-Sabhi 80' |       |         | Sultan Qaboos Sports Complex, Muscat Scheidsrechter: Abdullah Al Kandari (KUW) |

|                                                                                            |                                                             |       |                 |                                                                |
| 9 juni Vriendschappelijk Hero Intercontinental Cup «onderlinge duels» 16:30 uur (UTC+5:30) | Libanon                                                     | 3 – 1 | Vanuatu         | Kalingastadion, Bhubaneswar Scheidsrechter: Harish Kundu (IND) |
| 9 juni Vriendschappelijk Hero Intercontinental Cup «onderlinge duels» 16:30 uur (UTC+5:30) | Nader Matar 59' Hassan Kourani 72' Karim Darwich 85' (pen.) |       | 62' John Wohale | Kalingastadion, Bhubaneswar Scheidsrechter: Harish Kundu (IND) |

|                                                                                             |          |       |         |                                                                                           |
| 12 juni Vriendschappelijk Hero Intercontinental Cup «onderlinge duels» 16:30 uur (UTC+5:30) | Mongolië | 0 – 0 | Libanon | Kalingastadion, Bhubaneswar Toeschouwers: 50 Scheidsrechter: Ramachandran Venkatesh (IND) |
| 12 juni Vriendschappelijk Hero Intercontinental Cup «onderlinge duels» 16:30 uur (UTC+5:30) |          |       |         | Kalingastadion, Bhubaneswar Toeschouwers: 50 Scheidsrechter: Ramachandran Venkatesh (IND) |

|                                                                                             |       |       |         |                                                                 |
| 15 juni Vriendschappelijk Hero Intercontinental Cup «onderlinge duels» 19:30 uur (UTC+5:30) | India | 0 – 0 | Libanon | Kalingastadion, Bhubaneswar Scheidsrechter: Javiz Mohamed (MDV) |
| 15 juni Vriendschappelijk Hero Intercontinental Cup «onderlinge duels» 19:30 uur (UTC+5:30) |       |       |         | Kalingastadion, Bhubaneswar Scheidsrechter: Javiz Mohamed (MDV) |

| |                                             |       |         |                                                                                     |
| 18 juni Vriendschappelijk Hero Intercontinental Cup Finale «onderlinge duels» 19:30 uur (UTC+5:30) | India                                       | 2 – 0 | Libanon | Kalingastadion, Bhubaneswar Toeschouwers: 12.600 Scheidsrechter: Virendha Rai (BHU) |
| 18 juni Vriendschappelijk Hero Intercontinental Cup Finale «onderlinge duels» 19:30 uur (UTC+5:30) | Sunil Chhetri 46' Lallianzuala Chhangte 65' |       |         | Kalingastadion, Bhubaneswar Toeschouwers: 12.600 Scheidsrechter: Virendha Rai (BHU) |

| Zuid-Aziatisch kampioenschap voetbal 2023 |
| ----------------------------------------- |

Libanon is geen lid van de Zuid-Aziatische voetbalbond, maar mocht als gast deelnemen aan het kampioenschap voor landen uit Zuid-Azië.
|                                                                            |                                       |       |            |                                                                                       |
| 22 juni Zuid-Azië Cup 2023 Groep B «onderlinge duels» 15:30 uur (UTC+5:30) | Libanon                               | 2 – 0 | Bangladesh | Sree Kanteeravastadion, Bangalore Toeschouwers: 50 Scheidsrechter: Crystal John (IND) |
| 22 juni Zuid-Azië Cup 2023 Groep B «onderlinge duels» 15:30 uur (UTC+5:30) | Hassan Maatouk 80' Khalil Bader 90+6' |       |            | Sree Kanteeravastadion, Bangalore Toeschouwers: 50 Scheidsrechter: Crystal John (IND) |

|                                                                            |                       |       |                                                                       |                                                                                         |
| 25 juni Zuid-Azië Cup 2023 Groep B «onderlinge duels» 19:30 uur (UTC+5:30) | Bhutan                | 1 – 4 | Libanon                                                               | Sree Kanteeravastadion, Bangalore Toeschouwers: 250 Scheidsrechter: Irshad Ul Haq (PAK) |
| 25 juni Zuid-Azië Cup 2023 Groep B «onderlinge duels» 19:30 uur (UTC+5:30) | Chencho Gyeltshen 79' |       | 11' Mohamad Omar Sadek 23' Ali Al Haj 35' Khalil Bader 43' Mahdi Zein | Sree Kanteeravastadion, Bangalore Toeschouwers: 250 Scheidsrechter: Irshad Ul Haq (PAK) |

|                                                                            |                    |       |           |                                                                                        |
| 28 juni Zuid-Azië Cup 2023 Groep B «onderlinge duels» 15:30 uur (UTC+5:30) | Libanon            | 1 – 0 | Malediven | Sree Kanteeravastadion, Bangalore Toeschouwers: 50 Scheidsrechter: Pema Tshewang (BHU) |
| 28 juni Zuid-Azië Cup 2023 Groep B «onderlinge duels» 15:30 uur (UTC+5:30) | Hassan Maatouk 24' |       |           | Sree Kanteeravastadion, Bangalore Toeschouwers: 50 Scheidsrechter: Pema Tshewang (BHU) |

|                                                                                |                                                            |              |                                                                |                                                                                            |
| 1 juli Zuid-Azië Cup 2023 Halve finale «onderlinge duels» 19:30 uur (UTC+5:30) | Libanon                                                    | 0 – 0 (n.v.) | India                                                          | Sree Kanteeravastadion, Bangalore Toeschouwers: 19.640 Scheidsrechter: Sinan Hussain (MDV) |
| 1 juli Zuid-Azië Cup 2023 Halve finale «onderlinge duels» 19:30 uur (UTC+5:30) |                                                            |              |                                                                | Sree Kanteeravastadion, Bangalore Toeschouwers: 19.640 Scheidsrechter: Sinan Hussain (MDV) |
| 1 juli Zuid-Azië Cup 2023 Halve finale «onderlinge duels» 19:30 uur (UTC+5:30) | Strafschoppen                                              |              |                                                                | Sree Kanteeravastadion, Bangalore Toeschouwers: 19.640 Scheidsrechter: Sinan Hussain (MDV) |
| 1 juli Zuid-Azië Cup 2023 Halve finale «onderlinge duels» 19:30 uur (UTC+5:30) | Hassan Maatouk Walid Shour Mohamad Omar Sadek Khalil Bader | 2 – 4        | Sunil Chhetri Anwar Ali Naorem Mahesh Singh Udanta Singh Kumam | Sree Kanteeravastadion, Bangalore Toeschouwers: 19.640 Scheidsrechter: Sinan Hussain (MDV) |

|  |  |  |  |  |  |  |  |  |

|                                                                               |                                              |       |                  |                                                                                              |
| 7 september Vriendschappelijk King's Cup «onderlinge duels» 20:30 uur (UTC+7) | Thailand                                     | 2 – 1 | Libanon          | 700th Anniversary Stadium, Chiang Mai Toeschouwers: 16.583 Scheidsrechter: Kim Hee-gon (KOR) |
| 7 september Vriendschappelijk King's Cup «onderlinge duels» 20:30 uur (UTC+7) | Jihad Ayoub 45+3' (e.d.) Teerasil Dangda 85' |       | 57' Bassel Jradi | 700th Anniversary Stadium, Chiang Mai Toeschouwers: 16.583 Scheidsrechter: Kim Hee-gon (KOR) |

|                                                                                |                    |       |       | |
| 10 september Vriendschappelijk King's Cup «onderlinge duels» 17:30 uur (UTC+7) | Libanon            | 1 – 0 | India | 700th Anniversary Stadium, Chiang Mai Toeschouwers: 13.567 Scheidsrechter: Torpong Somsingha (THA) |
| 10 september Vriendschappelijk King's Cup «onderlinge duels» 17:30 uur (UTC+7) | Kassem El Zein 77' |       |       | 700th Anniversary Stadium, Chiang Mai Toeschouwers: 13.567 Scheidsrechter: Torpong Somsingha (THA) |

|                                                                   |                                                 |       |                                  |                                                                                         |
| 12 oktober Vriendschappelijk «onderlinge duels» 18:00 uur (UTC+2) | Montenegro                                      | 3 – 2 | Libanon                          | Pod Goricomstadion, Podgorica Toeschouwers: 1.337 Scheidsrechter: Eldorjan Hamiti (ALB) |
| 12 oktober Vriendschappelijk «onderlinge duels» 18:00 uur (UTC+2) | Edvin Kuč 16' Edvin Kuč 19' Milutin Osmajić 69' |       | 66' Karim Darwich 80' Ali Tneich | Pod Goricomstadion, Podgorica Toeschouwers: 1.337 Scheidsrechter: Eldorjan Hamiti (ALB) |

|                                                                   |                                           |       |                   |                                                             |
| 17 oktober Vriendschappelijk «onderlinge duels» 20:00 uur (UTC+4) | V.A.E.                                    | 2 – 1 | Libanon           | Al-Maktoumstadion, Dubai Scheidsrechter: Mohamed Adel (EGY) |
| 17 oktober Vriendschappelijk «onderlinge duels» 20:00 uur (UTC+4) | Caio Canedo 26' Sultan Adil Mohamed 90+1' |       | 34' Karim Darwich | Al-Maktoumstadion, Dubai Scheidsrechter: Mohamed Adel (EGY) |

|                                                                                    |         |       |           | |
| 16 november WK 2026 kwalificatie Tweede ronde «onderlinge duels» 18:00 uur (UTC+4) | Libanon | 0 – 0 | Palestina | Khalid bin Mohammedstadion, Sharjah (V.A.E.) Toeschouwers: 200 Scheidsrechter: Adham Machadmeh (JOR) |
| 16 november WK 2026 kwalificatie Tweede ronde «onderlinge duels» 18:00 uur (UTC+4) |         |       |           | Khalid bin Mohammedstadion, Sharjah (V.A.E.) Toeschouwers: 200 Scheidsrechter: Adham Machadmeh (JOR) |

|                                                                                    |                    |       |                 |                                                                                        |
| 21 november WK 2026 kwalificatie Tweede ronde «onderlinge duels» 17:45 uur (UTC+6) | Bangladesh         | 1 – 1 | Libanon         | Bashundhara Kings Arena, Dhaka Toeschouwers: 20.000 Scheidsrechter: Kim Dae-yong (KOR) |
| 21 november WK 2026 kwalificatie Tweede ronde «onderlinge duels» 17:45 uur (UTC+6) | Shekh Morsalin 76' |       | 67' Majed Osman | Bashundhara Kings Arena, Dhaka Toeschouwers: 20.000 Scheidsrechter: Kim Dae-yong (KOR) |

|                                                                    |                                              |       |                     |                                                                                           |
| 28 december Vriendschappelijk «onderlinge duels» 14:00 uur (UTC+2) | Libanon                                      | 2 – 1 | Jordanië            | Tripoli Gemeentelijk Stadion, Tripoli Toeschouwers: 0. Scheidsrechter: Maher Al Ali (LIB) |
| 28 december Vriendschappelijk «onderlinge duels» 14:00 uur (UTC+2) | Mohamad Haidar 23' Nour Mansour 90+3' (pen.) |       | 3' Hamza Al-Dardour | Tripoli Gemeentelijk Stadion, Tripoli Toeschouwers: 0. Scheidsrechter: Maher Al Ali (LIB) |

### 2024
|                                                                  |                       |       |         | |
| 4 januari Vriendschappelijk «onderlinge duels» 16:30 uur (UTC+3) | Saoedi-Arabië         | 1 – 0 | Libanon | Saoud bin Abdulrahmanstadion, Al Wakrah Toeschouwers: 0 Scheidsrechter: Naser Aiysh Al Sawan (QAT) |
| 4 januari Vriendschappelijk «onderlinge duels» 16:30 uur (UTC+3) | Firas Al-Buraikan 48' |       |         | Saoud bin Abdulrahmanstadion, Al Wakrah Toeschouwers: 0 Scheidsrechter: Naser Aiysh Al Sawan (QAT) |

| Aziatisch kampioenschap voetbal 2023 |
| ------------------------------------ |

|                                                                       |                                                |       |         | |
| 12 januari Azië Cup 2023 Groep A «onderlinge duels» 19:00 uur (UTC+3) | Qatar                                          | 3 – 0 | Libanon | Lusailstadion, Lusail Toeschouwers: 82.490 Scheidsrechter: Alireza Faghani (AUS) Video-assistent: Shaun Evans (AUS) |
| 12 januari Azië Cup 2023 Groep A «onderlinge duels» 19:00 uur (UTC+3) | Akram Afif 45' Almoez Ali 56' Akram Afif 90+6' |       |         | Lusailstadion, Lusail Toeschouwers: 82.490 Scheidsrechter: Alireza Faghani (AUS) Video-assistent: Shaun Evans (AUS) |

|                                                                       |         |       |       | |
| 17 januari Azië Cup 2023 Groep A «onderlinge duels» 14:30 uur (UTC+3) | Libanon | 0 – 0 | China | Al Thumamastadion, Doha Toeschouwers: 14.137 Scheidsrechter: Ko Hyung-jin (KOR) Video-assistent: Kim Jong-hyeok (KOR) |
| 17 januari Azië Cup 2023 Groep A «onderlinge duels» 14:30 uur (UTC+3) |         |       |       | Al Thumamastadion, Doha Toeschouwers: 14.137 Scheidsrechter: Ko Hyung-jin (KOR) Video-assistent: Kim Jong-hyeok (KOR) |

|                                                                       |                                                         |       |                  | |
| 22 januari Azië Cup 2023 Groep A «onderlinge duels» 18:00 uur (UTC+3) | Tadzjikistan                                            | 2 – 1 | Libanon          | Jassim Bin Hamadstadion, Doha Toeschouwers: 11.843 Scheidsrechter: Mohanad Qasim (IRQ) Video-assistent: Khalid Al-Turais (KSA) |
| 22 januari Azië Cup 2023 Groep A «onderlinge duels» 18:00 uur (UTC+3) | Parvizdzjon Oemarbajev 80' Noeriddin Chamrokoelov 90+2' |       | 47' Bassel Jradi | Jassim Bin Hamadstadion, Doha Toeschouwers: 11.843 Scheidsrechter: Mohanad Qasim (IRQ) Video-assistent: Khalid Al-Turais (KSA) |

|  |  |  |  |  |  |  |  |  |

|                                                                                  |                                |       |         |                                                                                           |
| 21 maart WK 2026 kwalificatie Tweede ronde «onderlinge duels» 20:10 uur (UTC+11) | Australië                      | 2 – 0 | Libanon | Western Sydney Stadium, Sydney Toeschouwers: 27.026 Scheidsrechter: Khamis Al-Marri (QAT) |
| 21 maart WK 2026 kwalificatie Tweede ronde «onderlinge duels» 20:10 uur (UTC+11) | Keanu Baccus 5' Kye Rowles 54' |       |         | Western Sydney Stadium, Sydney Toeschouwers: 27.026 Scheidsrechter: Khamis Al-Marri (QAT) |

|                                                                                  |         |                                                                                              |           | |
| 26 maart WK 2026 kwalificatie Tweede ronde «onderlinge duels» 19:45 uur (UTC+11) | Libanon | 0 – 5                                                                                        | Australië | Canberra Stadium, Canberra (Australië) Toeschouwers: 25.023 Scheidsrechter: Mooud Bonyadifard (IRN) |
| 26 maart WK 2026 kwalificatie Tweede ronde «onderlinge duels» 19:45 uur (UTC+11) |         | 2' Kusini Yengi 47' (e.d.) Bassel Jradi 48' Craig Goodwin 68' John Iredale 81' Craig Goodwin |           | Canberra Stadium, Canberra (Australië) Toeschouwers: 25.023 Scheidsrechter: Mooud Bonyadifard (IRN) |

|                                                                               |           |       |         | |
| 6 juni WK 2026 kwalificatie Tweede ronde «onderlinge duels» 19:00 uur (UTC+3) | Palestina | 0 – 0 | Libanon | Jassim Bin Hamadstadion, Doha (Qatar) Toeschouwers: 2.428 Scheidsrechter: Abdulrahman Al-Jassim (QAT) |
| 6 juni WK 2026 kwalificatie Tweede ronde «onderlinge duels» 19:00 uur (UTC+3) |           |       |         | Jassim Bin Hamadstadion, Doha (Qatar) Toeschouwers: 2.428 Scheidsrechter: Abdulrahman Al-Jassim (QAT) |

|                                                                                |                                                                                  |       |            | |
| 11 juni WK 2026 kwalificatie Tweede ronde «onderlinge duels» 19:00 uur (UTC+3) | Libanon                                                                          | 4 – 0 | Bangladesh | Khalifa Internationaal Stadion, Ar Rayyan (Qatar) Toeschouwers: 13.721 Scheidsrechter: Razlan Joffri Ali (MAS) |
| 11 juni WK 2026 kwalificatie Tweede ronde «onderlinge duels» 19:00 uur (UTC+3) | Hassan Maatouk 5' (pen.) Nader Matar 45+2' Hassan Maatouk 49' Hassan Maatouk 60' |       |            | Khalifa Internationaal Stadion, Ar Rayyan (Qatar) Toeschouwers: 13.721 Scheidsrechter: Razlan Joffri Ali (MAS) |

|                                                                    |                 |       |              | |
| 4 september Vriendschappelijk «onderlinge duels» 16:30 uur (UTC+8) | Libanon         | 1 – 0 | Tadzjikistan | Bukit Jalil Nationaal Stadion, Kuala Lumpur Toeschouwers: 460 Scheidsrechter: Mohamad Kamil Zakaria Bin Ismail (MAS) |
| 4 september Vriendschappelijk «onderlinge duels» 16:30 uur (UTC+8) | Jihad Ayoub 13' |       |              | Bukit Jalil Nationaal Stadion, Kuala Lumpur Toeschouwers: 460 Scheidsrechter: Mohamad Kamil Zakaria Bin Ismail (MAS) |

|                                                                    |                   |       |         | |
| 8 september Vriendschappelijk «onderlinge duels» 21:00 uur (UTC+8) | Maleisië          | 1 – 0 | Libanon | Bukit Jalil Nationaal Stadion, Kuala Lumpur Toeschouwers: 10.000 Scheidsrechter: Thoriq Alkatiri (INA) |
| 8 september Vriendschappelijk «onderlinge duels» 21:00 uur (UTC+8) | Romel Morales 33' |       |         | Bukit Jalil Nationaal Stadion, Kuala Lumpur Toeschouwers: 10.000 Scheidsrechter: Thoriq Alkatiri (INA) |

|                                                                   |         |             |       |                               |
| 12 oktober Vriendschappelijk «onderlinge duels» 20:00 uur (UTC+7) | Libanon | Geannuleerd | India | Thiên Trườngstadion, Nam Định |
| 12 oktober Vriendschappelijk «onderlinge duels» 20:00 uur (UTC+7) |         |             |       | Thiên Trườngstadion, Nam Định |

|                                                                   |         |             |         |                               |
| 15 oktober Vriendschappelijk «onderlinge duels» 20:00 uur (UTC+7) | Vietnam | Geannuleerd | Libanon | Thiên Trườngstadion, Nam Định |
| 15 oktober Vriendschappelijk «onderlinge duels» 20:00 uur (UTC+7) |         |             |         | Thiên Trườngstadion, Nam Định |

|                                                                    |          |       |         |                                                                                       |
| 14 november Vriendschappelijk «onderlinge duels» 19:30 uur (UTC+7) | Thailand | 0 – 0 | Libanon | Thammasatstadion, Pathum Thani Toeschouwers: 5.816 Scheidsrechter: Tam Ping Wun (HKG) |
| 14 november Vriendschappelijk «onderlinge duels» 19:30 uur (UTC+7) |          |       |         | Thammasatstadion, Pathum Thani Toeschouwers: 5.816 Scheidsrechter: Tam Ping Wun (HKG) |

|                                                                       |                                    |       |                                                  |                                                          |
| 19 november Vriendschappelijk «onderlinge duels» 17:00 uur (UTC+6:30) | Myanmar                            | 2 – 3 | Libanon                                          | Thuwunnastadion, Yangon Scheidsrechter: Lê Vũ Linh (VIE) |
| 19 november Vriendschappelijk «onderlinge duels» 17:00 uur (UTC+6:30) | Thiha Zaw 42' Maung Maung Lwin 57' |       | 37' Malek Fakhro 75' Samy Merheg 84' Samy Merheg | Thuwunnastadion, Yangon Scheidsrechter: Lê Vũ Linh (VIE) |

|                                                                    |                     |       |                                    |                                                            |
| 12 december Vriendschappelijk «onderlinge duels» 18:00 uur (UTC+3) | Koeweit             | 1 – 2 | Libanon                            | Al-Ahlystadion, Doha Scheidsrechter: Khamis Al-Marri (QAT) |
| 12 december Vriendschappelijk «onderlinge duels» 18:00 uur (UTC+3) | Bandar Bouresli 11' |       | 76' Kassem El Zein 90' Samy Merheg | Al-Ahlystadion, Doha Scheidsrechter: Khamis Al-Marri (QAT) |

|                                                                    |         |                                 |         |                                                                      |
| 15 december Vriendschappelijk «onderlinge duels» 18:00 uur (UTC+3) | Koeweit | 0 – 2                           | Libanon | Suheim Bin Hamadstadion, Doha Scheidsrechter: Abdulla Al-Marri (QAT) |
| 15 december Vriendschappelijk «onderlinge duels» 18:00 uur (UTC+3) |         | 4' Ali Kassas 90' Khalil Khamis |         | Suheim Bin Hamadstadion, Doha Scheidsrechter: Abdulla Al-Marri (QAT) |

### 2025
|                                                                 |                                                                 |       |            |                                                                    |
| 20 maart Vriendschappelijk «onderlinge duels» 21:00 uur (UTC+3) | Libanon                                                         | 4 – 0 | Oost-Timor | Al Khawrstadion, Al Khawr Scheidsrechter: Mohammed Al-Sherif (QAT) |
| 20 maart Vriendschappelijk «onderlinge duels» 21:00 uur (UTC+3) | Majed Osman 57' Pedro Budib 85' Samy Merheg 88' Samy Merheg 90' |       |            | Al Khawrstadion, Al Khawr Scheidsrechter: Mohammed Al-Sherif (QAT) |

|                                                                                |                                                                                          |       |        | |
| 25 maart AK 2027 kwalificatie Derde ronde «onderlinge duels» 21:30 uur (UTC+3) | Libanon                                                                                  | 5 – 0 | Brunei | Saoud bin Abdulrahmanstadion, Al Wakrah (Qatar) Toeschouwers: 282 Scheidsrechter: Venikatesh Ramachandran (IND) |
| 25 maart AK 2027 kwalificatie Derde ronde «onderlinge duels» 21:30 uur (UTC+3) | Malek Fakhro 5' Samy Merheg 21' Malek Fakhro 28' Husseyn Chakroun 33' Mohamad Haidar 90' |       |        | Saoud bin Abdulrahmanstadion, Al Wakrah (Qatar) Toeschouwers: 282 Scheidsrechter: Venikatesh Ramachandran (IND) |

|                                                                    |       |   |         |                               |
| 10 juni AK 2027 kwalificatie Derde ronde «onderlinge duels» n.n.b. | Jemen | – | Libanon | n.n.b. Scheidsrechter: n.n.b. |
| 10 juni AK 2027 kwalificatie Derde ronde «onderlinge duels» n.n.b. |       |   |         | n.n.b. Scheidsrechter: n.n.b. |

|                                                                      |         |   |        |                               |
| 9 oktober AK 2027 kwalificatie Derde ronde «onderlinge duels» n.n.b. | Libanon | – | Bhutan | n.n.b. Scheidsrechter: n.n.b. |
| 9 oktober AK 2027 kwalificatie Derde ronde «onderlinge duels» n.n.b. |         |   |        | n.n.b. Scheidsrechter: n.n.b. |

|                                                                               |        |   |         |                                                       |
| 14 oktober AK 2027 kwalificatie Derde ronde «onderlinge duels» n.n.b. (UTC+6) | Bhutan | – | Libanon | Changlimithangstadion, Thimphu Scheidsrechter: n.n.b. |
| 14 oktober AK 2027 kwalificatie Derde ronde «onderlinge duels» n.n.b. (UTC+6) |        |   |         | Changlimithangstadion, Thimphu Scheidsrechter: n.n.b. |

|                                                                                |        |   |         |                                                                          |
| 18 november AK 2027 kwalificatie Derde ronde «onderlinge duels» n.n.b. (UTC+8) | Brunei | – | Libanon | Sultan Hassal Bolkiahstadion, Bandar Seri Begawan Scheidsrechter: n.n.b. |
| 18 november AK 2027 kwalificatie Derde ronde «onderlinge duels» n.n.b. (UTC+8) |        |   |         | Sultan Hassal Bolkiahstadion, Bandar Seri Begawan Scheidsrechter: n.n.b. |

### 2026
|                                                                     |         |   |       |                               |
| 31 maart AK 2027 kwalificatie Derde ronde «onderlinge duels» n.n.b. | Libanon | – | Jemen | n.n.b. Scheidsrechter: n.n.b. |
| 31 maart AK 2027 kwalificatie Derde ronde «onderlinge duels» n.n.b. |         |   |       | n.n.b. Scheidsrechter: n.n.b. |

FLFA · 
A-internationals · 
Libanees vrouwenelftal
1940 – 1949 · 
1950 – 1959 · 
1960 – 1969 · 
1970 – 1979 · 
1980 – 1989 · 
1990 – 1999 · 
2000 – 2009 · 
2010 – 2019 ·
2020 − 2029
Afghanistan ·
Algerije ·
Armenië ·
Australië ·
Bahrein ·
Bangladesh ·
Bhutan ·
Brunei ·
Bulgarije ·
Cambodja ·
China ·
Cyprus ·
Djibouti ·
Ecuador ·
Egypte ·
Equatoriaal-Guinea ·
Estland ·
Filipijnen ·
Gabon ·
Georgië ·
Hongarije ·
Hongkong ·
India ·
Irak ·
Iran ·
Jemen ·
Jordanië ·
Kazachstan ·
Kirgizië ·
Koeweit ·
Laos ·
Libië ·
Malediven ·
Maleisië ·
Malta ·
Marokko ·
Mauritanië ·
Mongolië ·
Montenegro ·
Myanmar ·
Namibië ·
Nieuw-Zeeland ·
Noord-Korea ·
Noord-Macedonië ·
Oeganda ·
Oezbekistan ·
Oman ·
Oost-Timor ·
Pakistan ·
Palestina ·
Qatar ·
San Marino ·
Saoedi-Arabië ·
Singapore ·
Slowakije ·
Soedan ·
Somalië ·
Sri Lanka ·
Syrië ·
Tadzjikistan ·
Thailand ·
Tsjechië ·
Tunesië ·
Turkije ·
Turkmenistan ·
Vanuatu ·
Verenigde Arabische Emiraten ·
Vietnam ·
Zuid-Korea
CONMEBOL: Argentinië · Bolivia · Brazilië · Chili · Colombia · Ecuador · Paraguay · Peru · Uruguay · Venezuela

UEFA: Albanië · Andorra · Armenië · Azerbeidzjan · België · Bosnië en Herzegovina · Bulgarije · Cyprus · Denemarken · Duitsland · Engeland · Estland · Faeröer · Finland · Frankrijk · Georgië · Gibraltar · Griekenland · Hongarije · IJsland · Ierland · Israël · Italië · Kazachstan · Kosovo · Kroatië · Letland · Liechtenstein · Litouwen · Luxemburg · Malta · Moldavië · Montenegro · Nederland · Noord-Ierland · Noord-Macedonië · Noorwegen · Oekraïne · Oostenrijk · Polen · Portugal · Roemenië · Rusland · San Marino · Schotland · Servië · Slovenië · Slowakije · Spanje · Tsjechië · Turkije · Wales · Wit-Rusland · Zweden · Zwitserland

AFC: Australië · China · Irak · Iran · Japan · Libanon · Oezbekistan · Oman · Qatar · Saoedi-Arabië · Syrië · Verenigde Arabische Emiraten · Vietnam · Zuid-Korea

CAF: Algerije · Burkina Faso · Congo-Kinshasa · Egypte · Ghana · Ivoorkust · Kaapverdië · Kameroen · Mali · Marokko · Nigeria · Senegal · Tunesië · Zuid-Afrika

CONCACAF: Canada · Costa Rica · Curaçao · El Salvador · Honduras · Jamaica · Mexico · Panama · Suriname · Verenigde Staten

OFC: Nieuw-Zeeland